# Massaranduba (Paraíba)
Massaranduba is een gemeente in de Braziliaanse deelstaat Paraíba. De gemeente telt 12.946 inwoners (schatting 2009).
De gemeente grenst aan Alagoa Grande, Alagoa Nova, Lagoa Seca, Matinhas, Campina Grande, Serra Redonda, Ingá en Riachão do Bacamarte.